# Эмма (телесериал, 1972)
«Э́мма» (англ. Emma) — телесериал по одноимённому роману английской писательницы Джейн Остин, вышедший на экраны британского телевидения в 1972 году.
Фильм не имеет официального перевода на русский язык.

## Сюжет
Эмма с энтузиазмом контролирует маленький провинциальный городок Хайбери. По прошествии времени девушка понимает что очень легко перепутать благие намерения с самоудовлетворением. Эмма безразлична к чувствам других людей, хоть и представляет будто действует из лучших побуждений. Неисправимую мисс Вудхаус, предугадавшую брак своей гувернантки и друга мисс Тейлор, посетило новое желание: составить партию из местного священника мистера Элтона и её новой подруги Гарриет Смит. Но есть и причины для сдержанности — сосед, мистер Найтли. Он знаком с семьёй Вудхаус давно. Джордж Найтли наблюдает за Эммой с детства, противоречиво высказываясь о её поведении…

## В ролях
- Доран Годвин[англ.] — Эмма Вудхаус
- Дональд Экклз[англ.] — мистер Вудхаус
- Джон Карсон[англ.] — мистер Найтли
- Ив Тай — Джон Найтли
- Белинда Тай — Изабелла Найтли
- Мэри Холдер — миссис Бейтс
- Констанс Чапман — мисс Бейтс
- Аня Марсон — Джейн Фэйрфакс
- Роберт Ист[англ.] — Фрэнк Черчилл
- Рэймонд Адамсон — мистер Уэстон
- Эллен Драйден — миссис Уэстон
- Тимоти Питерс — мистер Элтон
- Фиона Уокер[англ.] — миссис Элтон
- Молли Сагден — миссис Годдард
- Дебби Боуэн — Гарриет Смит
- Джон Алкин[англ.] — мистер Мартин